# Donnie Forman
Donald J. « Donnie » Forman, né le 17 janvier 1926, est un ancien joueur américain de basket-ball. Il évolue durant sa carrière au poste d'arrière.

## Palmarès
- Champion NBA 1949